# P.A.R.C.E.
"P.A.R.C.E." – piąty album studyjny kolumbijskiego muzyka Juanesa, wydany 7 grudnia 2010 roku, przez Universal Music Latino. Producentem krążka jest Stephen Lipson.
Wyrażenie P.A.R.C.E. jest skrótem od słowa "parcero", które po kolumbijsku oznacza przyjaciel. W maju 2010 Juanes ogłosił, że pracuje w studiu z producentem Stephenem Lipsonem w Londynie. Artysta stwierdził, że album opowiada o wielu dobrych rzeczach, które dzieją się na świecie m.in. miłości, pokoju i wolności. Płyta została wydana w dwóch wersjach: standardowej i deluxe.

## Lista utworów
1. "Amigos" - 3:35
2. "Yerbatero" - 3:31
3. "La Soledad" - 3:14
4. "La Razón" - 4:18
5. "Segovia" - 3:06
6. "El Amor Lo Cura Todo" - 3:36
7. "Todos Los Días" - 3:54
8. "Y No Regresas" - 3:07
9. "Lo Nuestro" - 4:10
10. "Esta Noche" - 4:35
11. "Quimera" - 3:53